# Collado Villalba (Gerichtsbezirk)
Der Gerichtsbezirk Collado Villalba ist einer der 21 Gerichtsbezirke in der autonomen Gemeinschaft Madrid.
Der Bezirk umfasst 8 Gemeinden auf einer Fläche von 266,09 km² mit dem Hauptquartier in Collado Villalba.

## Gemeinden
| Gemeinde                        | Einwohner (2024) | Fläche km² | Dichte Einw./km² | Cod INE | Postleitzahl |
| ------------------------------- | ---------------- | ---------- | ---------------- | ------- | ------------ |
| Alpedrete                       | 15.543           | 12,64      | 1.230            | 28010   | 28430        |
| Cercedilla                      | 7.647            | 35,78      | 214              | 28038   | 28470        |
| Collado Mediano                 | 7.547            | 22,57      | 334              | 28046   | 28450, 28459 |
| Collado Villalba                | 66.698           | 26,52      | 2.515            | 28047   | 28400        |
| Galapagar                       | 36.184           | 64,99      | 557              | 28061   | 28260        |
| Guadarrama                      | 17.062           | 56,98      | 299              | 28068   | 28440, 28480 |
| Los Molinos                     | 4.731            | 19,56      | 242              | 28087   | 28460        |
| Torrelodones                    | 25.316           | 21,95      | 1.153            | 28152   | 28250        |
| Gerichtsbezirk Collado Villalba | 180.728          | 266,09     | 679              | –       | –            |

Zum Gerichtsbezirk gehört noch das gemeindefreie Gebiete Los Baldíos mit einer Fläche von 5,10 km²